# Gustaf Wahlenius
Gustaf Wilhelm Wahlenius, född den 21 april 1899 i Hedvig Eleonora församling i Stockholm, död den 8 januari 1973 i Johannes församling, Stockholm, var en svensk banktjänsteman (AB Göteborgs Bank), sångtextförfattare och manusförfattare. Han var verksam under pseudonymen Gus Morris. Under denna pseudonym skrev han texter till många av Kai Gullmars största succéer.
Wahlenius är gravsatt i minneslunden på Skogskyrkogården i Stockholm.

## Sångtexter i urval
Musik: Kai Gullmar
- Solen Iyser även på liten stuga
- Med käckhet och fräckhet
- Uti Rio de Janeiro
- Blonda Charlie
- Jag har en liten melodi
- En viol, monsieur
- På en byväg om våren
- Ungmön på Kärringön
- Ordning på torpet

Musik: Ernfrid Ahlin
- Det ska vi bli två om
- Det går en stig igenom ljungen
- Vad vore livet utan dej

Musik: Mac Morris
- Japanska nätter
- Sjung, Rosarita

## Filmmanus
- 1938 – Adolf klarar skivan

## Filmmusik
- 1954 – Åsa-Nisse på hal is